# 扎泰
扎泰（羅馬化：Zhatay）是俄罗斯萨哈共和国的市级镇，位于勒拿河畔，南邻共和国首府雅库茨克。
该地2021年人口有10,511人；2010年人口9,504；2002年人口8,405；1989年人口8,152。